# RHM Rohstoff-Handelsgesellschaft
Die 1992 gegründete RHM Rohstoff-Handelsgesellschaft mbH hat ihren Firmensitz im Rhein-Ruhr-Hafen Mülheim. Sie agiert weltweit im Handel und Recycling von Stahlschrott und Metallen. Zur Unternehmensgruppe gehören Standorte in Nordrhein-Westfalen mit Fokus auf dem Ruhrgebiet, in den Hansestädten Bremen und Lübeck sowie im Elsass.

## Geschichte
Gemeinsam leiteten RHM-Firmengründer Eugen Winter und Udo Meynerts Mitte der 1980er Jahre die Ferrum in Saarbrücken. Als eine von rund 200 Beteiligungsfirmen gehörte sie dem Otto-Wolff-Konzern an. Vorstandsvorsitzender der Holding war Arend Oetker. 1990 verkaufte er das Unternehmen an die Thyssen AG.
Am 19. Juni 1992 erfolgte beim Bezirksamt der Stadt Köln die Gewerbeanmeldung für die RHM Rohstoff-Handelsgesellschaft mbH. Als Gesellschafter eingetragen wurden Arend Oetker, Eugen Winter, Udo Meynerts und der Jurist Josef Heckner.
2002 fusionierte die RHM-Gruppe mit der Wilhelm Bötzel Holding. Seither hält das Familienunternehmen mit Hauptsitz in Witten 40 Prozent der Geschäftsanteile an der RHM. 
Eugen Winter schied 2007 als Geschäftsführer und Gesellschafter der RHM aus. Seit 2020 führt Udo Meynerts die RHM-Gruppe gemeinsam mit Wilhelm Bötzel und Michael Dietrich Mett.

## Geschäftsfelder
- Rohstoffhandel: Kauf und Verkauf von Fe- und legierten Schrotten sowie NE-Metallen und industriellen Reststoffen
- Dienstleistungen: Aufbereitung von Schrotten für Stahlwerke und Gießereien
- Forschung und Entwicklung: Kooperationen zwecks Innovationsentwicklung sowie Beratung zu Optimierungen im Recycling von Rohstoffen und Reststoffen[7]
- Umwelt- und Qualitätsmanagement: Streng kontrollierte Lagerung von Gefahrstoffen samt Radioaktivitätsmessung von Ein- und Ausfuhren.
- Reinigung von Spänen: Spänewaschanlage zur Aufbereitung von emulsionshaltigen Spänen, mittels Tensiden können sie sauber wieder dem Wertstoffkreislauf zugeführt werden[8].